# Ангел, Рифка
Рифка Ангел (англ. Rifka Angel, имя при рождении — Рифка Ангелович; 16 сентября 1899, Калвария, Виленская губерния, Российская империя — май 1988, Нью-Йорк, США) — американская и русская художница, работавшая в примитивистской манере. Основоположница современной американской энкаустики.

### Биография
Рифка родилась в городе Калвария в Российской империи в семье Рафаила Ангеловича и Эстер Эстерсон. В 1914 году Рифка переехала в США, вслед за уехавшим в Нью-Йорк отцом. В возрасте двадцати пяти лет начала заниматься живописью. В 1926 училась в Нью-Йорке в Лиге студентов-художников, где её наставником был Боурдмен Робинсон. В 1927—1928 продолжила учёбу в Москве во ВХУТЕМАСе у Давида Штеренберга.
В 1929 году Ангел вернулась в Америку и переехала в Чикаго. Первая персональная выставка художницы состоялась в 1930 году в Чикаго, в галерее Нодлер (Knoedler), а за ней последовали многочисленные персональные и групповые выставки в галереях и музеях. В 1934 году её картина была выбрана представлять Чикаго на выставке «Живопись и скульптура из 16 американских городов» в Нью-Йоркском музее современного искусства (МоМА).
В 1935—1939 Ангел жила в Нью-Йорке; с 1936 участвовала в Федеральном художественном проекте. 1940—1946 провела на Гавайях и Среднем Западе. С 1946 и до своих последних дней жила и работала в Нью-Йорке.